# Gouinia cearensis
Gouinia cearensis là một loài thực vật có hoa trong họ Hòa thảo. Loài này được (Ekman) Swallen mô tả khoa học đầu tiên năm 1935.